# Universidad (administración)
La universidad (del latín : universitas, -atis; la totalidad) era la colectividad, o el común, de las personas de una villa o parroquia o de un término jurisdiccional formada por las cabezas de casa, revestida de una cierta personalidad pública premunicipal, a la que eran reconocidos unos privilegios y la representación ante el señor feudal, ya fuera el propio rey, un noble o un señor eclesiástico. A principios del siglo  XIII ya se designó universitas proborum hominum al conjunto de prohombres que representaban a totalidad de los habitantes de una villa o ciudad con personalidad jurídica de tipo premunicipal en virtud de la concesión y reconocimiento de un privilegio . Esta representación gozaba de cierta representación tanto ante el poder real, del poder señorial, o frente a terceros. El desarrollo municipal durante la Edad Media se consolidará durante la Edad Moderna, donde la “universidad” es la designación propia en catalán asimilable, con la justa prudencia, en los municipios actuales constituidos y organizados en asambleas, consejos y magistrados. En las zonas rurales, los sitios y las parroquias se organizarán municipalmente en comunas. Ambas instituciones municipales, universidades y comunas, eran representantes de la colectividad y formaban la base del cuerpo municipal.